# Теребежи (Бусская городская община)
Теребежи (укр. Теребежі) — село в Бусской городской общине Золочевского района Львовской области Украины.
Население по переписи 2001 года составляло 271 человек. Занимает площадь 2,355 км². Почтовый индекс — 80534. Телефонный код — 3264.